# جلين ماكسويل
جلين ماكسويل (بالإنجليزية: Glyn Maxwell)‏ هو شاعر بريطاني، ولد في 1962 في ولوين جاردن سيتي في المملكة المتحدة.